# Moray Treadwell
Moray James Treadwell (* 1967 in Kent, England) ist ein britischer Schauspieler und Synchronsprecher.

## Leben
Treadwell wurde 1967 in der englischen Grafschaft Kent geboren. Er erhielt seine Schauspielausbildung von 1987 bis 1990 an der Schauspielschule Guildford.
Ab Mitte der 1990er Jahre begann Treadwell in Fernsehserien mitzuwirken. So stellte er unter anderen 1996 in fünf Episoden der Fernsehserie EastEnders die Rolle des Tom dar.
2006 hatte er eine Kleinstrolle im Blockbuster Pirates of the Caribbean – Fluch der Karibik 2 inne. 2018 verkörperte er eine der Hauptrollen als Jonty im Kurzfilm Easy As.... Dieser wurde am 25. Februar 2018 auf dem Sedona International Film Festival gezeigt. 2024 stellte er im Netflix Original Don’t Move die Rolle des Farmers William „Bill“ dar, der beim Leisten von Zivilcourage ermordet wird.
Neben seiner Tätigkeit als Schauspieler und Synchronsprecher war er von 1999 bis 2017 Theaterführer am Theatre Royal Drury Lane und seit demselben Jahr Schlachtfeldführer der Anglia Tours Limited.

## Filmografie (Auswahl)
- 1996: Beck (Fernsehserie, Episode 1x04)
- 1996: EastEnders (Fernsehserie, 5 Episoden)
- 1998: Sturmhöhe (Wuthering Heights, Fernsehfilm)
- 1999: Murder Most Horrid (Fernsehserie, Episode 4x06)
- 1999: 2point4 Children (Fernsehserie, Episode 8x04)
- 2001: My Family (Fernsehserie, Episode 2x02)
- 2001: Much Ado About Something
- 2003: Frontline (Fernsehserie, Episode 21x01)
- 2004: Whose Baby? (Fernsehfilm)
- 2005: Planespotting (Fernsehfilm)
- 2006: Pirates of the Caribbean – Fluch der Karibik 2 (Pirates of the Caribbean: Dead Man’s Chest)
- 2010: Round Ireland with a Fridge
- 2013: Downton Abbey (Fernsehserie, Episode 4x01)
- 2018: Easy As... (Kurzfilm)
- 2022: The People We Hate at the Wedding
- 2022: The Witcher: Blood Origin (Miniserie, Episode 1x02)
- 2024: Don’t Move

## Synchronisationen (Auswahl)
- 2001: Doctor Who: Death Comes to Time (Miniserie, Episode 1x01)
- 2002: Doctor Who: The Monthly Adventures (Podcast-Serie, Episode 3x08)
- 2002: Sarah Jane Smith (Fernsehserie, Episode 1x02)

## Theater (Auswahl)
- 2013: Romeo und Julia, Regie: Lynn Whitehead, Royal Theatre
- 2014–2017: The Railway Children, Regie: Damian Cruden, Kings Cross Theater
- 2017: Hysteria, Regie: Michael Cabot, Großbritannien-Tour